# 山口県立医科大学
山口県立医科大学（やまぐちけんりついかだいがく、公用語表記: 山口県立医科大学）は、山口県宇部市小串通に本部を置いていた日本の公立大学である。1947年に設置され、1968年に廃止された。
1964年に国に移管され、山口大学医学部となった。
本項では、前身の旧制山口県立医学専門学校 （略称： 山口医専） を含めて記述する。

## 概要
- 第二次世界大戦中に設置された旧制山口県立医学専門学校が前身。
- 戦後、戦時期に設立された他の公立旧制医学専門学校 11校と同時期に旧制大学に昇格し、山口県立医科大学となった。
- 新制大学に移行した後、財政上の問題から国への移管運動が起こり、1964年4月に山口大学医学部となった。
- 同窓会は 「社団法人 霜仁会」 （しゃだんほうじん そうじんかい） と称し、旧制・新制合同の会である。

## 沿革

### 山口県立医学専門学校時代
- 1944年1月18日： 専門学校令により旧制山口県立医学専門学校設置認可。
- 1944年1月23日： 宇部市議会、医専誘致のため旧宇部商業学校の校地・校舎、金100万円の寄附を決定。
  - 金100万円のうち 50万円は、当時宇部興産会長であった渡辺剛二の寄附による（渡辺は京都帝大医学部を卒業した医師でもあり、山口県医師会長も務めていた）。
- 1944年1月26日： 山口県議会、県立医専を 4月1日から宇部市に開校する旨を決定。
- 1944年4月25日： 山口県立医学専門学校、開校。
  - 修業年限4年。
- 1945年： 宇部空襲 （7月2日、7月22日、8月5日）。
  - 校内に仮診療所を設置、負傷者治療に従事。
  - 後に附属医院となる宇部興産沖ノ山同仁病院、壊滅状態となり新川国民学校に移転。
- 1945年9月： 12日-20日、長崎原爆被害調査団を派遣、新興善国民学校で活動。
- 1946年3月： 富田初代校長、軍医養成機関の長として戦争協力の責任を取り辞職。
  - 辞職後、生地 兵庫県加古郡野口村に診療所を設立。
- 1946年9月： 宇部興産沖ノ山同仁病院・同 東見初病院・宇部市立伝染病院を附属医院とする。
  - 医専存続のため、辛うじて病床数を確保した。
- 1946年11月： 医大昇格運動勃発。
- 1947年2月5日： 山口県議会、県立医専の大学昇格案を決議。
- 1947年3月1日： 文部省に県立医科大学設置認可を申請。
- 1947年4月1日： A級医専と判定され、5年制に年限延長。

### 旧制山口県立医科大学時代
- 1947年6月18日： 大学令により旧制山口県立医科大学設置認可。
  - 予科 （修業年限3年） を設置。
- 1947年11月： 宇部市小串 （現・南小串、山口大学医学部附属病院所在地） に附属医院第1期着工。
- 1948年11月： 附属医院第1期完成。
- 1949年3月： 附属医院第2期完成。
- 1949年4月： 旧制山口県立医科大学、学部 （修業年限4年） を開設。
- 1949年5月7日： 開学式を挙行。
- 1950年9月： 附属医院第3期完成。
- 1951年3月31日： 旧制山口県立医学専門学校・山口県立医科大学予科、廃止。
- 1951年10月： 文部省に新制大学設置認可を申請。
  - 文部省は国立移管を要望したが、医大教授会は県立存続を決定。

### 新制山口県立医科大学時代
- 1952年2月： 新制山口県立医科大学設置認可。
- 1952年4月： 山口県立医科大学開学。
  - 附属蛋白化学研究所・産業医学研究所、附属准看護婦養成所を設置。
  - 山口県議会、医大基礎学舎と宇部工高との校地転換を決定。
- 1953年1月： 第二外科教授の転任問題で学長辞任騒動。学長留任。
- 1954年4月： 医大構内に山口県立宇部高等看護学校設置。
  - 1957年4月、山口県立医科大学附属高等看護学校に改組。
- 1955年1月： 医学進学課程設置認可 （4月開設）。
- 1955年8月： 山口県立医科大学後援会発足 （初代会長： 渡辺剛二）。
- 1955年11月20日： 附属病院から出火。北講堂・外科病棟を焼失。
- 1956年6月： 宇部工高 旧校地に基礎学部研究棟完成。
  - 宇部工高との校地交換は、1957年4月完了。
- 1957年7月4日： 旧制学位審査権を取得。
- 1958年3月25日： 新制大学院医学研究科設置認可 （4月開設）。
- 1958年5月15日： 医学研究科開設式・第1回入学式。
- 1960年4月： 附属衛生検査技師学校を開設。
- 1961年3月31日： 旧制山口県立医科大学、廃止。
- 1963年8月： 文部省、山口・岐阜・兵庫 3県立医大の国立移管を決定。
  - 昭和39年度 （1964年度） 予算要求に織り込み。
- 1963年12月27日： 大蔵省から予算が認められ、国立移管決定。
- 1964年4月1日： 国立山口大学医学部発足 （山口県立医大の国立移管による）。
  - 医学進学課程は山口大学教養部に移転した。
- 1967年3月： 山口県立医科大学、最終卒業。
- 1967年6月： 山口大学医学部附属病院、発足 （山口県立医大附属病院の国立移管）。
  - 附属看護学校・附属衛生検査技師学校 （1973年廃止） も移管。
  - 附属看護学校は後に山口大学医療技術短期大学部、現・山口大学医学部保健学科。
- 1968年3月31日： 移管完了し、山口県立医科大学・同大学院医学研究科を廃止。

## 歴代校長・学長
旧制山口県立医学専門学校
- 初代： 富田雅次 （1944年4月 - 1946年3月）
- 校長事務取扱： 松本彰 （1946年4月 - 1946年8月）
- 第2代： 松本彰 （1946年8月 - 1951年3月）

旧制山口県立医科大学
- 初代： 松本彰 （1947年6月 - 1957年10月）
- 学長職務代理： 松本彰 （1957年11月 - 1957年12月）
- 第2代： 森茂樹 （1957年12月 - 1961年3月）

新制山口県立医科大学
- 初代： 松本彰 （1952年4月 - 1957年10月）
- 学長職務代理： 松本彰 （1957年11月 - 1957年12月）
- 第2代： 森茂樹 （1957年12月 - 1965年3月）
- 第3代： 中村正二郎 （1965年4月 - 1968年3月）
  - 山口大学医学部 初代学部長

## 校地
校舎
山口県立医専創立時は、宇部市中宇部下宮地 （現・宇部市北琴芝1） にあった旧宇部商業学校校舎を使用した。後身の山口県立医科大学は同地で発足したが、附属病院は真締川の対岸にあり、移動に不便であった。そのため、附属病院の南隣、宇部市小串通 （現・宇部市南小串1） にあった県立宇部工業高等学校との校地交換が計画され、1957年4月に交換完了した。山口県立医科大学の国立移管によって発足した山口大学医学部も、引き続き南小串の校地を使用している （現・小串キャンパス）。
附属病院
山口県立医専附属医院は 1946年に宇部興産沖ノ山同仁病院・同 東見初病院・宇部市立伝染病院 （宇部市梶返） を使用して発足し、1948年11月に現在の小串の地に新築移転した。後身の山口県立医科大学・山口大学医学部の附属病院も増改築しながら同地を使用し続けている。

## 関連書籍
- 山口大学医学部創立三十周年記念誌編集委員会（編）　『山口大学医学部創立三十周年記念誌』　山口大学医学部創立三十周年記念事業会、1975年。
- 『山口大学三十年史』　山口大学、1982年12月。